# Glycerophthora clavicularis
Glycerophthora clavicularis är en fjärilsart som beskrevs av Edward Meyrick 1935. Glycerophthora clavicularis ingår i släktet Glycerophthora och familjen stävmalar. Inga underarter finns listade i Catalogue of Life.